# Бук Бурачинського
Бук Бурачинського — ботанічна пам'ятка природи місцевого значення в Україні, розташована в Києві, у Печерському районі.  

## Опис
Об’єкт являє собою екземпляр бука лісового віком близько 70 років. На висоті 1,3 м дерево має обхват 3 м, а його висота перевищує 20 м.  

## Охоронний статус
Пам'ятка отримала статус ботанічної пам'ятки природи місцевого значення згідно з рішенням Київської міської ради від 27 листопада 2009 року № 713/2782.  

## Розташування
Дерево розташоване за адресою: вул.Садово-Ботанічна, 1, на території Національного ботанічного саду імені М. М. Гришка НАН України. Землекористувачем є НБС НАН України.  

## Галерея

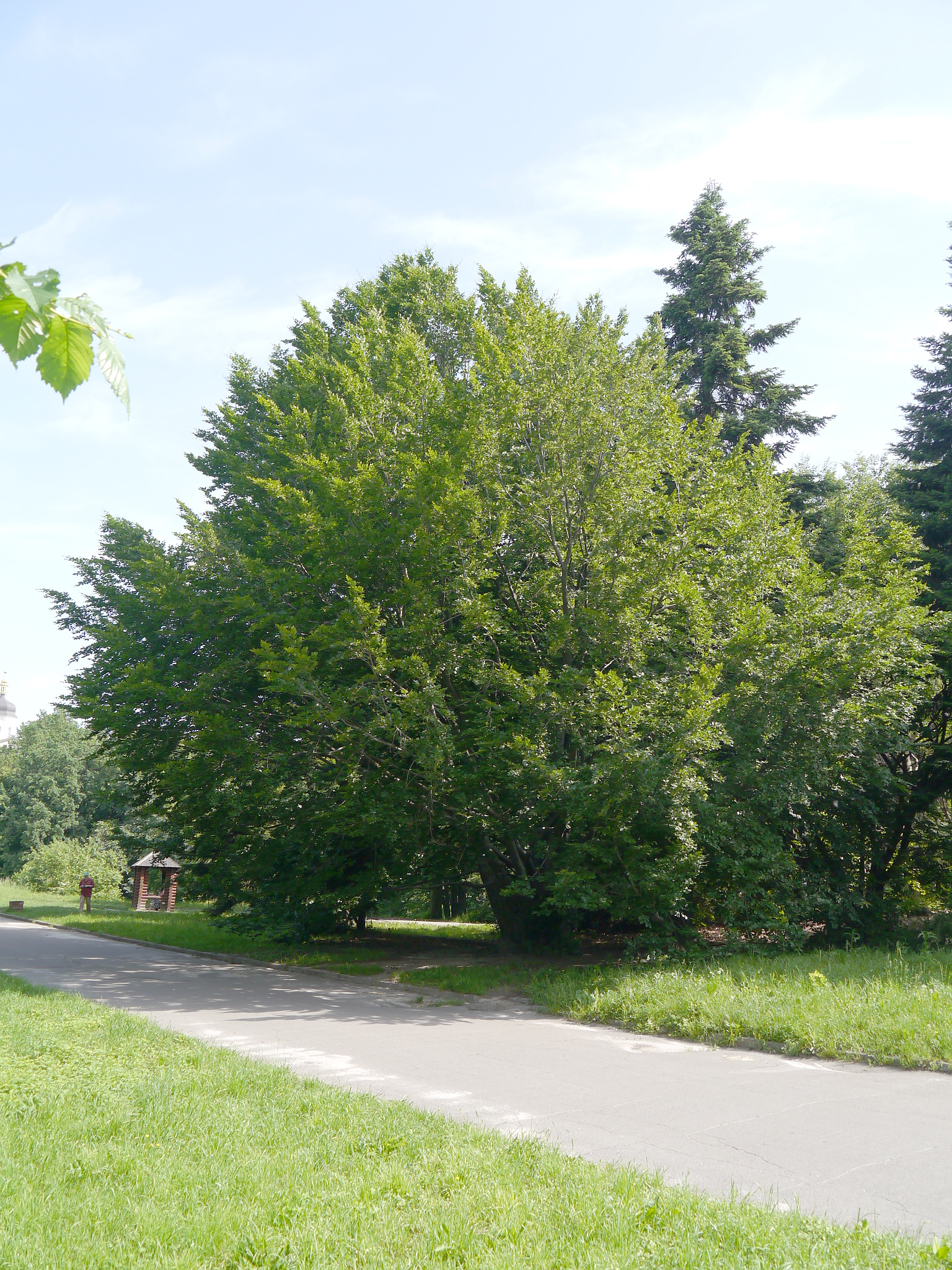
Бук Бурачинського